# Tsjichatsjovbaai
De Tsjichatsjovbaai (Russisch: Чихачёва залив; Tsjichatsjova zaliv) is een baai in het noordelijk deel van de westzijde van de Tatarensont in de Japanse Zee en is onderdeel van kraj Chabarovsk. De baai heeft een lengte van 12,5 kilometer met een breedte bij de monding van 9 kilometer en een diepte tot 9 meter. In de winter is de baai bevroren, terwijl het water in de zomer een temperatuur kan bereiken van 14°C. De baai werd voor het eerst bevaren door Europeanen in 1787, toen de Fransman Jean-François de La Pérouse de baai tijdens een expeditie aandeed en de baai op een kaart intekende met de naam De-Kastri; een vernoeming naar de Franse minister van zeezaken La Croix de Castries die de reis sponsorde. In 1952 werd de baai echter hernoemd tot Tsjichatsjovbaai, ter ere van de Russische geograaf en geoloog Pjotr Tsjichatsjov. In het noorden van de baai ligt de plaats De-Kastri, waar een installatie is gebouwd voor het transport van aardolie en aardgas voor het project Sachalin-1.